# Nettle and Bone : Comment tuer un prince
Nettle and Bone : Comment tuer un prince (titre original : Nettle and Bone) est un roman de fantasy écrit par T. Kingfisher, paru en 2022 puis traduit en français et publié en 2024.
Nettle and Bone : Comment tuer un prince a obtenu le prix Hugo du meilleur roman 2023.

## Résumé
Ce n'est pas le genre de conte de fées ou la princesse épouse un prince. C'est celui ou elle le tue. La jeune et timide Marra, dernière fille d'un souverain au royaume convoité, assiste impuissante aux mariages de ses deux sœurs avec le prince Vorling. Car, après la mort mystérieuse de l'aînée, la cadette a dû la remplacer pour tenter de donner enfin un héritier au triste sire. Quand Marra découvre l'ampleur de la cruauté de Vorling, elle ne peut demeurer simple spectatrice plus longtemps : si elle veut sauver sa sœur et empêcher le sort funeste qui l'attend elle aussi, alors la princesse doit tuer le prince. Pour mener à bien son plan, il lui faudra recruter des alliés hauts en couleur : une sorcière capable de parler aux morts et sa poule possédée par un démon, un honorable chevalier en disgrâce et une fée marraine particulièrement douée pour les malédictions.

## Éditions
- Nettle and Bone, Tor Books, 26 avril 2022, 243 p.  (ISBN 978-1-250-24404-8)
- Nettle and Bone : Comment tuer un prince, Verso, 8 novembre 2024, trad. Nicolas Ancion et Axelle Demoulin, 352 p.  (ISBN 978-2-38643-145-6)
- Nettle and Bone : Comment tuer un prince, Le Livre de poche, coll. « Imaginaire » no 38197, 5 novembre 2025, trad. Nicolas Ancion et Axelle Demoulin, 384 p.  (ISBN 978-2-253-90948-4)